# OR5M1
OR5M1 (англ. Olfactory receptor family 5 subfamily M member 1) – білок, який кодується однойменним геном, розташованим у людей на короткому плечі 11-ї хромосоми. Довжина поліпептидного ланцюга білка становить 315 амінокислот, а молекулярна маса — 35 608.
| 10         |  | 20         |  | 30         |  | 40         |  | 50         |
| ---------- |  | ---------- |  | ---------- |  | ---------- |  | ---------- |
| MFSPNHTIVT |  | EFILLGLTDD |  | PVLEKILFGV |  | FLAIYLITLA |  | GNLCMILLIR |
| TNSHLQTPMY |  | FFLGHLSFVD |  | ICYSSNVTPN |  | MLHNFLSEQK |  | TISYAGCFTQ |
| CLLFIALVIT |  | EFYILASMAL |  | DRYVAICSPL |  | HYSSRMSKNI |  | CVCLVTIPYM |
| YGFLSGFSQS |  | LLTFHLSFCG |  | SLEINHFYCA |  | DPPLIMLACS |  | DTRVKKMAMF |
| VVAGFNLSSS |  | LFIILLSYLF |  | IFAAIFRIRS |  | AEGRHKAFST |  | CASHLTIVTL |
| FYGTLFCMYV |  | RPPSEKSVEE |  | SKITAVFYTF |  | LSPMLNPLIY |  | SLRNTDVILA |
| MQQMIRGKSF |  | HKIAV      |  |            |  |            |  |            |

A: Аланін

C: Цистеїн

D: Аспарагінова кислота

E: Глутамінова кислота

F: Фенілаланін

G: Гліцин

H: Гістидин

I: Ізолейцин

K: Лізин

L: Лейцин

M: Метіонін

N: Аспарагін

P: Пролін

Q: Глутамін

R: Аргінін

S: Серин

T: Треонін

V: Валін

Кодований геном білок за функціями належить до рецепторів, g-білокспряжених рецепторів, білків внутрішньоклітинного сигналінгу. 
Локалізований у клітинній мембрані, мембрані.